# 曼萨尼利亚
曼萨尼利亚，是西班牙安达卢西亚自治区韦尔瓦省的一个市镇。总面积40平方公里，总人口2464人（2001年），人口密度62人/平方公里。